# Cachoeiras de Macacu
Pour les articles homonymes, voir Cachoeira.
Cachoeiras de Macacu  est une ville de l'État de Rio de Janeiro au Brésil. La ville comptait 54 370 habitants en 2010 et sa superficie est de 955,806 km2. Elle a été fondée le 15 mai 1679.
Le village s'appelait Socego lorsque Charles Darwin y séjourna le 13 avril 1832 lors de son tour du monde.

## Maires
| Période | Période | Identité                | Étiquette | Qualité |
| ------- | ------- | ----------------------- | --------- | ------- |
| 2009    | 2012    | Rafael Muzzi de Miranda | PP        |         |